# ايمي غودمان
إيمي غودمان (بالإنجليزية: Amy Goodman)‏ (وُلدت في 13 أبريل 1957) هي صحفية إذاعية، وكاتبة عمود، ومراسلة صحفية استقصائية، ومؤلفة أمريكية. عملت خلال مسيرتها الصحفية الاستقصائية على تغطية حركة الاستقلال في تيمور الشرقية ودور شركة شيفرون في نيجيريا. عملت منذ عام 1996 مضيفةً رئيسيةً لبرنامج الديمقراطية الآن!، وهو برنامج إخباري عالمي مستقل يُبث يوميًا على الراديو والتلفزيون والإنترنت. حصلت على العديد من الجوائز، بما في ذلك جائزة توماس ميرتون في عام 2004، وجائزة رايت ليفيلهوود في عام 2008، وجائزة إزي في عام 2009 عن «إنجازاتها في وسائل الإعلام المستقلة».
في عام 2012، حصلت غودمان على جائزة غاندي للسلام عن «مساهمتها الجليّة في تعزيز السلام الدولي الدائم». ألفت ستة كتب، منها كتاب عام 2012 الأغلبية الصامتة: قصص عن ثورات الشعوب والاحتلال والمقاومة والأمل، وكتاب عام 2016 الديمقراطية الآن!: عشرون عامًا من تغطية حركات التحرر في أميركا. في عام 2016، وُجهت إليها تهمة جنائية بسبب تغطيتها الاحتجاجات على خط أنابيب داكوتا. أُسقِطت التهم، التي شجبتها لجنة حماية الصحفيين، في 17 أكتوبر 2016.
في عام 2014، مُنحت جائزة «ميدالية آي. إف. ستون السنوية لاستقلال الصحافة» من مؤسسة نيمان للصحافة التابعة لجامعة هارفارد.

## حياتها الشخصية
كان والدا غودمان ناشطين في مجموعات العمل الاجتماعي. والدها جورج غودمان، طبيب عيون وعضو مؤسس في المنظمة المحلية لونغ آيلاند للأطباء من أجل المسؤولية الاجتماعية. والدتها دوروثي غودمان، أستاذة الأدب التي أصبحت لاحقًا عاملة اجتماعية، ومشاركة مؤسسة للمنظمة المحلية من مجموعة السلام ساني/فرييز. كان أحد إخوة غودمان، ديفيد غودمان المتزوج بالسياسية سو مينتر في ولاية فيرمونت، أيضًا صحفيًا استقصائيًا، وشارك في تأليف بعض الكتب مع أخته.
تنتمي غودمان إلى عائلة يهودية علمانية. كان والد أمها حاخامًا أرثوذكسيًا. نشأت إيمي غودمان في نيويورك، وتخرجت في كلية رادكليف بجامعة هارفارد في عام 1984، وحازت على دبلوم في علم الإنسان. أمضت سنة في الدراسة في كلية الأطلنطي في بار هاربور، مين.
تعرضت غودمان لنوبة شلل وجه نصفي في سبتمبر عام 2007.

## مسيرتها في الصحافة الاستقصائية
تعرضت غودمان وزميلها الصحفي آلان نايرن في عام 1991، خلال تغطية حركة الاستقلال في تيمور الشرقية، للضرب المُبرح من قبل جنود الجيش الوطني الإندونيسي بعد مشاهدتهم جرائم القتل الجماعي للمتظاهرين التيموريين التي عرفت لاحقًا باسم مذبحة سانتا كروز.
في عام 1998، وثّقت غودمان والصحفي جيريمي سكاهيل، الذي عمل لاحقًا محررًا في الموقع الإخباري ذي إنترسيبت بالاشتراك مع غلين غرينوالد ولورا بويتراس، دورَ شركة شيفرون في المواجهة بين الجيش النيجيري وسكان القرى الذين سيطروا على منصات النفط وغيرها من المعدات التابعة لشركة النفط. قُتل قرويان بالرصاص في أثناء المواجهة. قدمت الشركة في 28 مايو عام 1998 طائرات مروحية إلى البحرية النيجيرية والشرطة النيجيرية المتنقلة (موبول) لاستعادة السيطرة على منصة النفط بارابي الخاصة بهم، والتي احتلها القرويون متهمين الشركة بتلويث أراضيهم. بعد وقت قصير من الإنزال، أطلق الجيش النيجيري النار على اثنين من المتظاهرين، جولا أوغونغبيي وأروليكا إيروانينو، وقتلهما، وجُرح 11 آخرون. اعترف سولا أومول، المتحدث باسم شركة شيفرون، بأن الشركة نقلت القوات وبأن استخدام العنف كان بناءً على طلب إدارة شيفرون. فاز الفيلم الوثائقي التنقيب والقتل: شيفرون وديكتاتورية نيجيريا النفطية بجائزة جورج بولك في عام 1998.
قال مايكل ديلي كاربيني، عميد كلية أننبرغ للاتصالات: «إنها ليست كاتبة زاوية تحرير عادية. فهي تلتزم بالحقائق ... تقدم وجهات نظر لتحرضك على التفكّر، وتوصلنا إلى هذا بقولها: من نحن كي لا نستمع لمن هم في وسائل الإعلام التقليدية؟».

## التعليم
تعلمت في كلية رادكليف، وBay Shore High School ‏، وجامعة هارفارد، وكلية الأطلسي ‏.

## جوائز
حصلت على جوائز منها:
- I. F. Stone Hall of Fame ‏ (2016)
- جائزة غاندي للسلام [الإنجليزية]‏ (2012)
- جائزة أورويل [الإنجليزية]‏ (2009)
- جائزة رايت ليفيلهوود (2008)
- جائزة توماس ميرتون [الإنجليزية]‏ (2004)
- جائزة الرواد لمؤسسة التخوم الإلكترونية (2003)
- جائزة جورج بولك  [لغات أخرى]‏ (1998).

## وصلات خارجية
- ايمي غودمان على موقع IMDb (الإنجليزية)
- ايمي غودمان على موقع الموسوعة البريطانية (الإنجليزية)
- ايمي غودمان على موقع مونزينجر (الألمانية)
- ايمي غودمان على موقع ميوزك برينز (الإنجليزية)
- ايمي غودمان على موقع إن إن دي بي (الإنجليزية)
- ايمي غودمان على موقع أول ميوزيك (الإنجليزية)
- ايمي غودمان على موقع ديسكوغز (الإنجليزية)
- ايمي غودمان على موقع قاعدة بيانات الفيلم (الإنجليزية)
- ايمي غودمان في قاعدة بيانات الأفلام على الإنترنت